# Henrik Jensen (politiker)
Henrik Hans Christian Jensen (født 29. juli 1805 i Malt Sogn, død 19. maj 1880) var en dansk gårdejer, sognefoged og politiker. Han var medlem af Folketinget fra 1855 til 1858.
Henrik Jensen, som var søn af gårdejer og sognefoged Johan Jensen, blev født på gården Christianshøj i Malt Sogn vest for Vejen i Sydjylland. Han var skriver i tre år hos herredsfogeden i Gørding-Malt Herreder og blev derefter udlært møllebygger. Han overtog sin fars gård i 1831. Da gården gik til en søn i 1861, blev han boende på den på aftægt til sin død.
Jensen havde flere offentlige hverv. Han var forligskommissær fra 1832 til 1857 og sognefoged og lægdsmand fra 1834 til 1877. Han stiftede en brandassuranceforening "Foldingbro" som han var formand for i en årrække.
Han blev valgt til Folketinget ved kåring ved et suppleringsvalg i november 1855 i Bækkekredsen efter kredsens tidligere medlem af Folketinget, Daniel Eiler, havde nedlagt sit mandat. Han tilhørte som Eiler Venstre i Folketinget. Henrik Jensen genopstillede ikke ved valget i 1858 eller senere.
Henrik Jensen blev udnævnt til Dannebrogsmand i 1862.